# Caroline Gattaz
Caroline de Oliveira Saad Gattaz (São José do Rio Preto, 27 luglio 1981) è una pallavolista brasiliana, centrale del Praia Clube.

## Carriera
La carriera da professionista di Caroline Gattaz inizia tra le file di un club della sua città, l'Automovel Clube Rio Preto. Nel 1998 inizia la carriera da professionista col São Caetano, a cui resta legata fino al 2004, salvo una breve parentesi nella stagione 2000-01 al Paraná Vôlei Clube. Durante questo periodo non vince alcun trofeo col proprio club, ma ottiene le prime convocazioni in nazionale a partire dal 2002.
Col trasferimento all'Associação Desportiva Classista Finasa, inizia ad arricchire notevolmente la propria bacheca: nella sua prima stagione si aggiudica subito lo scudetto; con la nazionale vince il World Grand Prix 2004, mentre un anno dopo si aggiudica l'oro prima al World Grand Prix e poi al campionato sudamericano; nel 2006 vince l'ennesimo oro al World Grand Prix, ma viene sconfitta nella finale del campionato mondiale; un anno dopo vince nuovamente il campionato sudamericano, che le permette di giocare la Coppa del Mondo, dove vince la medaglia d'argento.
Nella stagione 2007-08 gioca per la prima volta all'estero, vestendo la maglia della Giannino Pieralisi Volley di Jesi nella Serie A1 italiana; tuttavia torna in Brasile già nella stagione successiva per giocare nel Rio de Janeiro Vôlei Clube, vincendo il suo secondo scudetto; dopo aver mancato la convocazione per i Giochi della XXIX Olimpiade, nonostante la vittoria al World Grand Prix, torna in nazionale nel 2009 vincendo la Coppa panamericana ed il World Grand Prix, ma alla Grand Champions Cup, in cui viene nuovamente premiata per il miglior muro, è solo medaglia d'argento; un anno dopo vince nuovamente la medaglia d'argento al campionato mondiale. Nell'ultima delle tre stagioni di militanza al Rio de Janeiro Vôlei Clube si aggiudica il terzo scudetto della sua carriera.
Nella stagione 2011-12 viene ingaggiata dal GRER, vincendo il Campionato Paulista. In seguito alla chiusura del club, nella stagione 2012-13 viene ingaggiata dall'İqtisadçı Voleybol Klubu nella Superliqa azera, senza tuttavia concludere la stagione: rientra però in nazionale, vincendo la medaglia d'oro alla Grand Champions Cup 2013. Nella stagione successiva torna in Brasile, vestendo la maglia del Campinas Voleibol Clube. In seguito alla chiusura del club, nel campionato 2014-15 si accasa al Minas Tênis Clube, con cui conquista tre campionati sudamericani per club, la Coppa del Brasile 2019 e lo scudetto 2018-19; nel 2021, con la nazionale, vince la medaglia d'argento alla Volleyball Nations League e ai Giochi della XXXII Olimpiade di Tokyo, venendo premiata in entrambi i casi come miglior centrale, e quella d'oro al campionato sudamericano, mentre nel 2022 conquista l'argento al campionato mondiale.

## Palmarès

### Club
- Campionato brasiliano: 4

2004-05, 2008-09, 2010-11, 2018-19
- Campionato Paulista: 4

2005, 2006, 2007, 2011
- Campionato Carioca: 2

2009, 2010
- Coppa del Brasile: 1

2019
- Campionato sudamericano per club: 3

2018, 2019, 2020

### Nazionale (competizioni minori)
- Campionato sudamericano under 20 1999
- Campionato mondiale under 20 1999
- Trofeo Valle d'Aosta 2004
- Trofeo Valle d'Aosta 2005
- Coppa panamericana 2006
- Montreux Volley Masters 2009
- Coppa panamericana 2009
- Final Four Cup 2009

### Premi individuali
- 1999 - Campionato sudamericano under 20: Miglior muro
- 2005 - Campionato sudamericano: Miglior muro
- 2009 - Montreux Volley Masters: Miglior muro
- 2009 - Campionato sudamericano: Miglior muro
- 2009 - Campionato sudamericano per club: Miglior muro
- 2018 - Campionato sudamericano per club: MVP
- 2019 - Campionato sudamericano per club: MVP
- 2019 - Superliga Série A: Miglior centrale
- 2019 - Superliga Série A: Craque da Galera
- 2020 - Campionato sudamericano per club: Miglior centrale
- 2021 - Volleyball Nations League: Miglior centrale
- 2021 - Giochi della XXXII Olimpiade: Miglior centrale
- 2021 - Campionato sudamericano per club: Miglior centrale